# Cycas chevalieri
Cycas chevalieri es una especie de Cycadopsida del género Cycas, de la familia Cycadaceae, del orden Cycadales.

## Distribución
Cycas chevalieri se distribuye por Vietnam (Ha Tinh, Nghe An, Quang Binh, Quang Tri).

## Taxonomía
Fue descrita científicamente por el botánico francés Jacques Désiré Leandri. Fue publicado por primera vez en Flore Générale de l'Indo-Chine 5(10): 1092 en 1931.